# Salisbury (Maryland)
Salisbury – miasto w Stanach Zjednoczonych, w stanie Maryland, siedziba hrabstwa Wicomico. W 2000 liczyło 23 743 mieszkańców. W mieście znajduje się port lotniczy Salisbury-Ocean City Wicomico.

## Miasta partnerskie
- Salisbury, Wielka Brytania
- Tartu, Estonia